# ブレイズ・スター
ブレイズ・スター（英語: Blaze Starr、本名ファニー・ベル・フレミング、1932年4月10日 – 2015年6月15日）はアメリカ合衆国のストリッパーであり、小道具や動物を用いた独創的なショーで1950年代から60年代頃にかけてバーレスク界のスターとして大きな人気を博した。「炎」を意味する"Blaze"「ブレイズ」という芸名にかけて"The Hottest Blaze in Burlesque"「バーレスクで一番ホットな炎」と称されるスターであり、ルイジアナ州知事アール・ケンプ・ロングとの不倫の恋も有名である。本人の回顧録に基づいて1989年に作られた映画『ブレイズ』はこの恋愛事件を扱ったものである。

## 経歴

### 生い立ち
ブレイズ・スターは1932年4月10日、ウェストヴァージニア州ウェイン郡のトウェルヴポール・クリーク沿いの田舎で生まれた。本名はファニー・ベル・フレミングであり、11人きょうだいの2番目の子どもで、母はローラ（旧姓エヴァンズ）、父はグッドロー・フレミングであった。
ウェストヴァージニア州ウィルソンデイルのニューグランド・ホロウで育った。14歳か15歳くらいの頃に家を出ており、本人の回想によると十代の頃に集団強姦の被害にあっている。最初はウェストヴァージニア州ローガンに引っ越してカーホップとして働いており、そこからワシントンD.C.に引っ越した。いとこのモリー・オデイがカントリー歌手であったのもあり、スターも最初はカントリー歌手を目指してバンドに入っていた。回顧録によると、スターはドーナツ店で働いている時にプロモーターに発掘された。初めて舞台に出た時、ストリップティーズじたいが悪いと思っていたわけではなかったが、ショービジネスの世界に入るということに圧倒され、怯えてショーの後に吐いてしまったという。

### バーレスクパフォーマーとしてのキャリア
スターはメリーランド州ボルティモアに引っ越して、1950年にボルティモアのブロック地域にあるナイトクラブであるブロックのトゥー・オクロック・クラブでショーを始め、やがてそこのヘッドライナーになった。1954年2月、『エスクァイア』にスターのバーレスクパフォーマンスに触れた"B-Belles of Burlesque: You Get Strip Tease With Your Beer in Baltimore"という記事が掲載され、おかげで全国的に知られるようになった。
豊かな赤毛とグラマラスな肢体、ユーモアが特徴で、大きな人気を博した。 花などの小道具を活用したり、独創的なギミックを考案して使用したり、工夫に富んだパフォーマンスで話題を呼んだ。黒ヒョウの赤ん坊など、ネコ科の猛獣を使ったショーもよく行っていた。
スターの定番ショーは「爆発するカウチ」であった。1989年に本人が説明しているように、このショーはスターがカウチに寝そべって、隠れたボタンを押すと両足の間から煙がたちのぼり、赤い吹き流しが風に煽られて炎のように飛び上がるので、カウチが燃え上がったかのような見た目になるというものであった。
スターは何回か逮捕されている。最初はペンシルヴェニア州フィラデルフィアで、のちに市長となるフランク・リッツォが若い警官だった時に猥褻のかどで逮捕された。ニューオーリンズで逮捕されたこともある。
1956年、燃えるソファを含むスターのショー2種類が、アーヴィング・クロウ監督・製作によるバーレスクショーコンピレーション映画Buxom Beauteaseに収録された。この頃スターは「炎」を意味する"Blaze"「ブレイズ」という芸名にかけて"The Hottest Blaze in Burlesque"「バーレスクで一番ホットな炎」と称されていた。

### ルイジアナ州知事アール・ロングとの恋

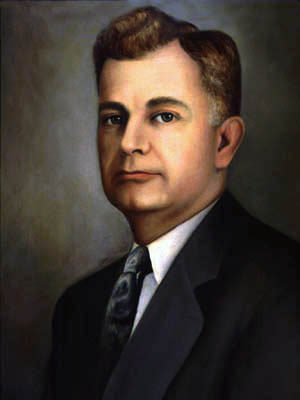
1939年に描かれたルイジアナ州知事アール・ロングの公式肖像画

1950年代末にスターはニューオーリンズのフレンチ・クオーター、バーボン・ストリートのショーバーに短期間出演しており、そこでその時にルイジアナ州知事だったアール・ケンプ・ロングとの長きにわたる恋愛関係が始まった。この時、スターは夫であるクラブオーナーのキャロル・グロリオーソと離婚手続き中であった。スターはまだ20代だったがロングは既に60代で、妻のブランチとの関係は悪化していた。この不倫関係はロングが死亡する1960年まで続いた。

### ロングの死後
ロングが死亡した後、スターは再びボルティモアを本拠にするようになった。
1962年にはドリス・ウィッシュマン監督によるヌーディストセクスプロイテーション映画Blaze Starr Goes Nudistで主演をつとめた。
ダイアン・アーバスは1964年にスターを写真におさめている。「自宅でのブレイズ・スター」という写真がDiane Arbus: Family Albumsの展示及び写真集に収録されている。
1968年にはトゥー・オクロック・クラブを買い、この店でのショーを続けた。 

### 引退
1983年にはバーレスクを引退して宝石鑑定士として働くようになり、休暇シーズンにはボルティモアに近いエルダーズバーグのキャロルタウン・モールで宝石を販売していた。

### 死
スターは2015年6月15日に83歳で亡くなった。亡くなった場所についてはウェストヴァージニア州ウィルソンデイルの自宅と報道しているメディアもあれば、ウィリアムソンの病院としているメディアもある。 スターは捨て犬を保護して飼っており、この犬の健康を不安がっていた。また、姉妹によるとスターは心臓が悪かった。スターが飼っていた犬も、スターの死後数時間のうちに死亡した。

## メディアでの描写
1989年の映画『ブレイズ』はブレイズ・スターとアール・ロングの恋愛関係を扱った作品であり、スターの回顧録であるBlaze Starr! My Life as Told to Huey Perry （1974刊行）に基づいている。ロン・シェルトンが監督・脚本を担当し、ポール・ニューマンがアール・ロング役、ロリータ・ダヴィドヴィッチがブレイズ・スター役で出演した。スター本人もカメオ出演し、顧問としてもこの映画にかかわって、収益の4％を得る契約であった。
ブレイズ・スターのコスチュームや遺品の一部はニューヨークのセックス博物館、及びラスベガスのバーレスク・ホール・オヴ・フェイムで展示されている。